# Delta Lupi
Delta Lupi (δ Lup) – gwiazda w gwiazdozbiorze Wilka. Znajduje się około 880 lat świetlnych od Słońca.

## Charakterystyka
Jest to podolbrzym należący do typu widmowego B1,5. Gwiazda ta ma temperaturę 22 400 K i jest 24 200 razy jaśniejsza niż Słońce (uwzględniając emisję w ultrafiolecie). Ma promień nieco mniejszy niż 11 promieni Słońca i masę 12 razy większą. Jak wiele gwiazd tego typu, bardzo szybko obraca się wokół osi, wykonując pełny obrót w czasie poniżej 2,4 doby. Należy do asocjacji gwiazdowej Górnego Centaura-Wilka. Jest to także gwiazda zmienna typu Beta Cephei, jej jasność zmienia się o kilka setnych magnitudo w okresie 3,97 godziny. Ocenia się, że ma obecnie około 15 milionów lat; w przyszłości zakończy życie jako supernowa.